# Bezzeg a Töhötöm
A Bezzeg a Töhötöm 1977-ben bemutatott magyar film, amelyet Somhegyi Béla rendezett.

## Cselekmény
"Bezzeg az én volt Töhötöm utcai osztályomban mindig meghallották a csengetést! Bezzeg a Töhötöm utcaiak a pad tetejét nem tévesztették össze a pad ülőkéjével! Bezzeg a Töhötöm..." – gyakorta kezdi így a Kősó utcai általános iskola VI/B osztályához intézett mondatait a fiatal osztályfőnök, Joli néni. Egyik alkalommal azt mondja, hogy "Bezzeg a Töhötöm utcaiak zeneileg sokkal érettebbek és önállóbbak voltak!" Ezt a VI/B-sek megelégelik és úgy döntenek, hogy kihívják a Töhötöm utcai iskola VI/A osztályát egy zenei versenyre.

## Szereplők
- Robicsek: Kreischer Viktor
- Szöcske (Szűcs): Szántai Péter
- Mayer: Gróf Miklós
- Ági: Rácz Erzsébet
- Rezső: Máté Balázs
- Virsli: Velez Gábor
- Salamon Gézáné Joli néni, osztályfőnök: Takács Katalin
- „Fuszekli” – Fuszek Alfréd, zenetanár: Horváth Gyula
- Rendőr: Raksányi Gellért
- és a VI/B. osztály
- Tanárok: Kállai Ilona, Nagy Anna, Romhányi Rudolf, Szerencsi Hugó, Tándor Lajos, Ferenc László
- Zsűri tagok: Benkóczy Zoltán, Kéry Gyula, Ruttkai Ottó, Halda Alíz
- Mayer szülei: Schubert Éva, Miklósy György
- Könyvtáros: Mányai Zsuzsa